# Budapest Borfesztivál
A Budapest Borfesztivál (röviden: Borfesztivál, Borfeszt) egy évente, szeptember második hétvégéjén megrendezésre kerülő borfesztivál Budapesten. 1992-ben a Vörösmarty téren indult néhány résztvevővel, jelenlegi (2023) helyszíne a Budavári Palota. A rendezvény nemzetközi tömegrendezvénnyé vált a 2000-es évek elejére.

## Története

### 1992-1998 Az indulás évei
Az első Budapesti Nemzetközi Borfesztivál a Vörösmarty téren, összesen 17 kiállítóval indult, majd a következő években 44-ig nőtt a résztvevő borászatok száma.
Közben nem csak a kiállítók, hanem a látogatók száma is nőtt. Míg az első években 5-6000 vendég látogatott el a Borfesztiválra, ’98-ban már közel 30.000-en.
Eleinte társszervező volt az Interkoncert Rt. így Marton Éva, Edita Gruberova, Tokodi Ilona, Szenthelyi Miklós, Gregor József, vagy a MÁV és a Magyar Rádió Szimfonikus Zenekara színesítette a fellépők sorát olyan csodás helyszíneken, mint a Zeneakadémia, a Mátyás templom, a Parlament Kupola terme, a Pesti Vigadó vagy a Budapest Kongresszusi Központ. A kultúra neves képviselői közül többen a fesztivál színpadának is visszatérő vendégei voltak. A Benkó Dixieland Band például ’98-tól kezdve, tizenhat éven át lépett fel a rendezvényen.
1993-ban történelmi eseményként a fesztivál keretein belül megrendezték a II. Világháborút követő első magyarországi borárverést. Két évvel később került először megrendezésre a Borok - Ízek Gálaestje, mely aztán bor és gasztronómia nagyszerű ünnepévé fejlődött.

### 1999-2003
Az első két várbeli évet a Szent György téren töltötte a rendezvény, majd elfoglalta a Palota keleti teraszait (Halászó fiú udvar és Savoyai terasz), a kiállítók száma közel 80-ra emelkedett. 2001-től Borbás Marcsi lett a fesztiválszínpad háziasszonya.
Az új évezredben a borárverés jótékonysági borárveréssé vált, amellyel azóta is folyamatosan segíti a Magyar Máltai Szeretetszolgálat munkáját. Az évek során már több mint 70 millió forint gyűlt össze. Megszületett a Boregyetem, a Borfesztivál szakmai kísérőprogramja.
Újdonságként megjelent a Vendégország programelem is, amely minden évben egy külföldi ország borkínálatát, gasztronómiáját és kultúráját hozta el a látogatóknak. A sort nyitó Görögországot követte még többek között: Olaszország, Franciaország, Andalúzia, Dél-Afrika, Ausztrália, USA is. 

### 2004-2011
Az esemény birtokba vette a Palota nyugati oldalát és az Oroszlános udvarral együtt a teljes Budavári Palota területét, amit 2010-re már több, mint 200 borásszal népesített be. Időben is bővült, 2006-tól öt naposra nőtt a rendezvény. Kiállítói és nézőszám csúcsokat döntött évről-évre, 2006-ban már közel 60 ezer fő rajongó látogatott el a Borfesztiválra.
Csatlakozott a fellépők palettájához a Csík Zenekar, akik azóta is sokszor felléptek. A 20. Borfesztivál jubileumi gálakoncertjének alkalmával a fesztivál történetének egyik legjelentősebb produkciója valósult meg a Művészetek Palotájában: Carmina Burana, élőben Czakó Péter homokrajzaival illusztrálva, melyet több mint 1500 néző látott.
A Borfesztivál nemzetközileg is egyre ismertebb és népszerűbb, a külföldi látogatók aránya ekkorra elérte a 20%-ot. 

### 2012-2016
Lecserélték a „játékpénzt”, a kóstolójegyet elektronikus fesztiválkártyára. 2014-ben az ötnapos eső ellenére is nagy volt az érdeklődés.
Az országos fesztivál-bumm miatt a korábbinál több szakmai programot és interaktív játékot rendeztek. Borvidéki utcák, borudvarok, szakmai összefogások azóta is jelen vannak az eseményen. 

### 2017-2019
A történelmi helyszín panorámája, a magyarországi és külföldi borok, a szakmai és kulturális programok mind hozzájárultak a fesztivál hírnevéhez. A vendégek különleges környezetben kóstolhatták meg a közel 200 hazai és külföldi kiállító több ezer borát. 

### 2020
Kisebb és visszafogottabb volt ez a Borfesztivál. A Hunyadi udvar megújult szökőkútja, pihenőszigetek, virágok az asztalokon, baráti légkör, a borászok személyes jelenléte, a színpadról szűrődő lounge dallamok, vagy épp a Nemzeti Galéria falait beborító esti fényfestés különleges hangulatot kölcsönöztek a rendezvénynek.
A Covid-19 miatt korlátok közé volt szorítva a rendezvény. Kristály kóstolópohár, egy pohártartó szütyő, valamint a következő évre szóló ajándék belépőjegy járt a látogatóknak. A borászok közül sokan személyesen kínálták boraikat, a VinAgora Nemzetközi Borverseny pedig két ingyenes, érmes borkóstolóval várta a látogatókat.

### 2021 Borfesztivál Premier
Egyre népszerűbb tendencia volt a Borfesztivál kiállítói körében, hogy a rendezvényre időzítették egy-egy új boruk bemutatkozását. 2021-ben formális mederbe terelték a dolgot, egy komplett programot építve az „első bálozó” borok köré. Így született meg a Borfesztivál Premier, melynek keretében olyan tételekkel ismerkedhetünk meg, amelyek szeptemberben debütálnak a piacon.

### Napjaink
A számos díjat és elismerést nyert Borfesztivál napjainkra jelentős számú külföldi és hazai látogatót vonzó esemény lett.

## Díjak
A Fesztivál Regisztrációs és Minősítési Program a Budapest Borfesztivált kiváló minősítésű fesztiválnak értékelte 2010;
A Fesztivál Regisztrációs és Minősítési Program a Budapest Borfesztivált kiváló minősítésű fesztiválnak értékelte 2016;
2015-2016-ra a fesztivál megkapta az EFFE-minősítést (Európa a Fesztiválokért, a Fesztiválok Európáért)